# Rüdiger Leitlof
Rüdiger Leitlof (* 15. Februar 1959 in Großburgwedel) ist ein ehemaliger deutscher Radrennfahrer und Juniorenweltmeister im Radsport.

## Sportliche Laufbahn
Leitlof startete für den Verein RC Blau-Gelb Langenhagen von 1927 (in dem auch Werner Potzernheim aktiv gewesen war) später für den Hannoverschen Radsportclub. Sein größter Erfolg war der Gewinn des Titels bei den UCI-Bahn-Weltmeisterschaften der Junioren1976 im Punktefahren in Lüttich. Ein Jahr später trat er als Titelverteidiger erneut an und gewann die Silbermedaille hinter dem Tschechen Miroslav Junec. Bei den deutschen Juniorenmeisterschaften gewann er die Bronzemedaille. In den folgenden Jahren konnte er jedoch keine größeren Erfolge mehr erzielen.